# Kidmore End
Kidmore End is een civil parish in het bestuurlijke gebied South Oxfordshire, in het Engelse graafschap Oxfordshire met 1302 inwoners.